# Bruce Thornton
Bruce S. Thornton (Contea di Fresno, 2 agosto 1953) è un latinista e critico letterario statunitense.
Esperto di studi classici, è membro onorario alla California State University a Fresno, e ricercatore presso la Hoover Institution della Stanford University

## Biografia
Thornton conseguì il Bachelor of Arts in latino alla University of California at Los Angeles nel 1975, e il PhD in letteratura comparata nel 1983 alla stessa università, dove si applicò nella letteratura greca, latina e inglese.
Thornton è un oppositore delle teorie dominanti sull'Illuminismo. È un ammiratore dello storico Christopher Dawson. È d’accordo con l’opinione di Leo Strauss secondo cui l’incontro tra la razionalità classica greca e le dottrine spirituali giudaico-cristiane ha prodotto la civiltà occidentale. 

## Idee
Thornton crede che il declino degli ideali come l'orgoglio nazionale e la crisi della religione cristiana hanno spinto gli occidentali verso "religioni politiche" sostitutive, come il comunismo e il fascismo, o ad abbandonare del tutto qualsiasi istanza morale. Questo, a suo avviso, indebolisce l'occidente e gli impedisce di affrontare minacce come la crescente immigrazione verso l'Europa di musulmani che hanno tassi di natalità più elevati rispetto ai nativi europei. Thornton ha detto: "Se (gli occidentali) credono solo nei beni materiali, per quale bene materiale vale la pena morire e per quale vale la pena uccidere?" 
Thornton è un forte critico dell'amministrazione Obama. Il 10 febbraio 2009 ha scritto: "Finora, non abbiamo sentito nulla da parte del team di Obama che suggerisce che il nuovo governo avrà più successo delle precedenti amministrazioni nel contrastare i disegni dei nostri nemici. Al contrario, cercare di parlare di più, di fare più vertici, di fare più accordi, alla fine, renderà noi più deboli e i nostri nemici più forti." 
Thornton è fortemente critico nei confronti dell’Evoluzione darwiniana ed è un sostenitore del Disegno intelligente. In un articolo del 2004 ha paragonato il darwinismo alle dottrine freudiane e marxiste, in quanto anch'esso sarebbe un "altro esempio dell'attacco della modernità all'idea stessa di umano, una riduzione delle persone a pure cose in un mondo completamente dominato dalle forze della natura." 

## Pubblicazioni
- Eros: The Myth of Ancient Greek Sexuality (Westview Press, 1997).
- Plagues of the Mind: The New Epidemic of False Knowledge (ISI Books, 1999).
- Greek Ways: How the Greeks Created Western Civilization (Encounter Books, 2000).
- Humanities Handbook (Prentice-Hall, 2000).
- Bonfire of the Humanities. Rescuing the Classics in an Impoverished Age, with John Heath and Victor Davis Hanson (ISI Books, 2001).
- Searching for Joaquin: Myth and History in California (Encounter Books, 2003).
- Decline and Fall: Europe's Slow Motion Suicide (Encounter Books, 2008).
- The Wages of Appeasement: Ancient Athens, Munich, and Obama’s America (Encounter Books, 2011). ISBN 1-59403-519-9.